# 水野忠恒 (大名)
水野 忠恒（みずの ただつね、元禄14年8月6日〈1701年9月8日〉 - 元文4年6月28日〈1739年8月2日〉）は、江戸時代の大名。信濃松本藩第6代藩主。沼津藩水野家6代。
4代藩主水野忠周の次男。母は前田利明の娘。正室は戸田氏定の娘。官位は従五位下、隼人正。

## 生涯
江戸日本橋浜町邸で生まれた。幼名は為千代。嫡男ではなかったため後継者としての自覚も無く、日頃から酒色に耽って、みだりに弓矢を射たり鉄砲を撃つなどの奇行がたびたび見られたと伝わる。ところが、享保8年（1723年）に兄の水野忠幹が嗣子無きまま没したため、兄の遺言により松本藩主となった。藩主になってからも相変わらず酒に溺れて狩猟ばかりし、藩政は家臣任せだったと伝わる。また、普段から気の短い性格であったともされている。
享保10年（1725年）、大垣藩主戸田氏長の養女（戸田氏定の娘）を娶り、7月21日に婚儀を行った。征夷大将軍徳川吉宗に婚儀報告をするため、同年7月28日に江戸城に登城して報告を済ませた。その城中にて、松の廊下ですれ違った長府藩世子の毛利師就に対して、唐突に斬りかかった。師就は鞘に入ったままの刀で応戦し、忠恒の刀を打ち落とした。忠恒は近くにいた大垣新田藩主の戸田氏房により取り押さえられ、目付の長田元鄰が反撃せんとする師就を押しとどめた。
忠恒は自身に不行跡が多く、家臣に人気が無いため、自分の領地が取り上げられて師就に与えられることになると思ったので切りつけた、と供述したが、実際には幕府側にそのような転封予定の事実は無く、乱心したとされた忠恒はその罪で改易となり、川越藩の秋元喬房の下に預けられた後、叔父の水野忠穀の江戸浜町の屋敷に移されて蟄居させられ、そのまま同屋敷で没した。享年39。
分家の若年寄水野忠定の取り成しにより、同年8月27日、叔父の忠穀に信濃国佐久郡7000石（高野町知行所）が与えられて家名は存続し、忠穀の嫡男忠友の代に大名に返り咲いている。また同時に、4代藩主水野忠周の弟忠照に対し、佐久郡2000石（根々井知行所）が与えられている。

## 系譜
父母
- 水野忠周（実父）
- 前田利明の娘（実母）
- 水野忠幹（養父）

正室
- 戸田氏定の娘